# Ion Lăpușneanu
Ion Lăpușneanu (Bucarest, 8 dicembre 1908 – 24 febbraio 1994) è stato un calciatore e allenatore di calcio rumeno.

## Carriera

### Giocatore
Lăpușneanu iniziò la carriera come calciatore nel Venus di Bucarest. Poi, nel 1928 si trasferì a Timișoara, nel Studenţesc dove giocò come portiere per due anni. Successivamente, giocò nel Venus e concluse la carriera nel Rapid Bucarest nel 1938.
Disputò diverse partite con la Nazionale rumena tra cui due match nel Mondiale 1930 e alcune partite della Coppa dei Balcani per nazioni.

### Allenatore
Conclusa la carriera come calciatore, Lăpușneanu divenne commissario tecnico della Romania del 1942 al 1943 assieme a Emerich Vogl. Nel 1948, ebbe altre esperienze come allenatore, nel Politehnica Timișoara e nell'Argeș Pitești.

## Palmarès

### Competizioni nazionali
- Campionato rumeno: 2

Venus Bucarest: 1931-1932, 1933-1934

### Nazionale
- Coppa dei Balcani per nazioni: 1

Romania: 1929-1931